# Billy Williams (directeur de la photographie)
Pour les articles homonymes, voir Billy Williams et Williams.
Billy Williams (crédité W. D. Williams à ses débuts) est un directeur de la photographie britannique, né William D. Williams le 3 juin 1929 à Walthamstow (Grand Londres) et mort le 21 mai 2025.

## Biographie
Fils du chef opérateur Billy Williams Senior (1895-1966), Billy Williams l'assiste adolescent sur trois documentaires de 1945-1946, avant deux ultimes de 1955-1956 (le dernier comme cadreur). Toujours comme assistant opérateur, il collabore à cinq autres documentaires de 1950 à 1954.
Il devient lui-même chef opérateur de onze documentaires entre 1956 et 1967. Son premier film de fiction à ce poste est un court métrage sorti en 1965. Suivent trente-sept autres films (majoritairement britanniques, plus des films étrangers — américains surtout — ou coproductions), le dernier sorti en 1997, après lequel il se retire quasiment. Toutefois, il contribue encore à un documentaire suédo-danois sorti en 2000, consacré à son collègue Sven Nykvist.
Parmi ses films notables, citons Love de Ken Russell (1969, avec Alan Bates et Oliver Reed), Un dimanche comme les autres de John Schlesinger (1971, avec Peter Finch et Glenda Jackson), Le Voyage des damnés de Stuart Rosenberg (1976, avec Faye Dunaway et Oskar Werner), La Maison du lac de Mark Rydell (1981, avec Jane et Henry Fonda, Katharine Hepburn), ou encore Gandhi de Richard Attenborough (1982, avec Ben Kingsley dans le rôle-titre).
Seule expérience comme acteur, il tient des petits rôles (l'un non crédité) dans deux des films qu'il photographie, Le Lion et le Vent de John Milius (1975, avec Sean Connery et Candice Bergen), puis Suspect dangereux de Peter Yates (1987, avec Cher et Dennis Quaid).
Billy Williams est également directeur de la photographie sur trois téléfilms, le premier étant La Ménagerie de verre d'Anthony Harvey (1973, avec Katharine Hepburn et Sam Waterston). Les deux autres sont respectivement diffusés en 1990 et 1994.
Au nombre des distinctions qu'il reçoit durant sa carrière, mentionnons trois nominations à l'Oscar de la meilleure photographie (dont un gagné en 1983 pour Gandhi) et trois autres au British Academy Film Award, dans la même catégorie (dont une en 1983 pour Gandhi). 
Membre honoraire de la British Society of Cinematographers (BSC), il en est le président de 1975 à 1977.

## Filmographie
(comme directeur de la photographie, sauf mention contraire ou complémentaire)

### Au cinéma (sélection)
(films britanniques, sauf mention contraire)
- 1967 : Just Like a Woman de Robert Fuest
- 1967 : Un cerveau d'un milliard de dollars (Billion Dollar Brain) de Ken Russell
- 1967 : Red and Blue de Tony Richardson (court métrage)
- 1968 : Jeux pervers (The Magus) de Guy Green
- 1969 : Love (Women in Love) de Ken Russell
- 1969 : Two Gentlemen Sharing de Ted Kotcheff
- 1970 : Tam Lin (The Ballad of Tam Lin) de Roddy McDowall
- 1971 : Un dimanche comme les autres (Sunday Bloody Sunday) de John Schlesinger
- 1972 : Une belle tigresse (Zee and Co.), de Brian G. Hutton
- 1972 : Jeanne, papesse du diable (Pope Joan) de Michael Anderson
- 1973 : L'Exorciste (The Exorcist) de William Friedkin (film américain ; photographie de seconde équipe)
- 1973 : Terreur dans la nuit (Night Watch) de Brian G. Hutton
- 1973 : Kid Blue de James Frawley (film américain)
- 1975 : Le Lion et le Vent (The Wind and the Lion) de John Milius (film américain ; + acteur)
- 1976 : Le Voyage des damnés (Voyage of the Damned) de Stuart Rosenberg
- 1977 : Des Teufels Advokat de Guy Green (film allemand)
- 1978 : L'Argent de la banque (The Silent Partner) de Daryl Duke (film canadien)
- 1979 : L'Étalon de guerre (Eagle's Wing) d'Anthony Harvey
- 1979 : Going in Style de Martin Brest (film américain)
- 1980 : Saturn 3 de Stanley Donen
- 1982 : Gandhi de Richard Attenborough (film américano-britannique)
- 1982 : Monsignor de Frank Perry (film américain)
- 1983 : Les Rescapés (The Survivors) de Michael Ritchie (film américain)
- 1985 : Témoin indésirable (Ordeal by Innocence) de Desmond Davis
- 1985 : Dreamchild de Gavin Millar
- 1985 : Eleni de Peter Yates (film américain)
- 1987 : Suspect dangereux (Suspect) de Peter Yates (film américain ; + acteur)
- 1989 : The Lottery de Garry Marshall (court métrage américain)
- 1989 : L'Arc-en-ciel (The Rainbow) de Ken Russell (film américano-britannique)
- 1990 : Stella de John Erman (film américain)
- 1990 : Just Ask for Diamond de Stephen Bayly
- 1992 : Agaguk (Shadow of the Wolf) de Jacques Dorfmann et Pierre Magny (film franco-canadien)

### À la télévision (intégrale)
(téléfilms)
- 1973 : La Ménagerie de verre (The Glass Menagerie) d'Anthony Harvey
- 1990 : Women and Men : Stories of Seduction (à sketches), segment Dusk Before Fireworks de Ken Russell
- 1994 : Le Baiser du papillon (Reunion) de Lee Grant

## Distinctions (sélection)

### Nominations
- British Academy Film Award de la meilleure photographie :
  - En 1970, pour Jeux pervers et Love ;
  - En 1972, pour Un dimanche comme les autres ;
  - Et en 1983, pour Gandhi (nomination partagée avec Ronnie Taylor).
- Oscar de la meilleure photographie :
  - En 1971, pour Love ;
  - Et en 1982, pour La Maison du lac.

### Récompenses
- Oscar de la meilleure photographie en 1983, pour Gandhi (récompense partagée avec Ronnie Taylor).
- Lifetime Achievement Award au Festival Camerimage 2000, pour l'ensemble de sa carrière.